# Jean Tardieu
Jean Tardieu (1. listopadu 1903 Saint-Germain-de-Joux – 27. ledna 1995 Créteil) byl francouzský spisovatel.
Vyrůstal v uměleckém prostředí, jeho otcem byl malíř Victor Tardieu a matkou hudebnice Caroline Luiginiová. Rodinnou přítelkyní byla skladatelka Germaine Tailleferreová, která zhudebnila některé Tardieuovy básně.
Vystudoval Lycée Condorcet. Pracoval jako redaktor nakladatelství Hachette Livre a po druhé světové válce se stal šéfem literárního vysílání francouzského rozhlasu. V jeho básnické, prozaické i dramatické tvorbě se spojuje hravý humor s avantgardními tendencemi, zaměřenými na testování vyjadřovacích možností jazyka. Byl jedním z průkopníků absurdního divadla, spolupracoval také se sdružením Oulipo. Hra Symfonická rozmluva (1951) je experimentem s výstavbou dramatického díla podle zásad hudební kompozice. Věnoval se také překladatelství a dětské literatuře. V letech 1972 a 1977 převzal Velkou cenu za poezii, udělovanou Francouzskou akademií.
Jeho manželkou byla botanička Marie-Laure Tardieu-Blotová.
V češtině vyšel výbor z jeho tvorby pod názvem Mezi dveřmi a oknem (Nakladatelství Paseka 1992, přeložila Eva Mišíková).